# Dattelmuschel
Die Dattelmuschel (Pholas dactylus) oder Große Bohrmuschel ist eine im Hartsubstrat bohrende Muschel-Art aus der Familie der Bohrmuscheln (Pholadidae) innerhalb Ordnung der Myida.

## Merkmale

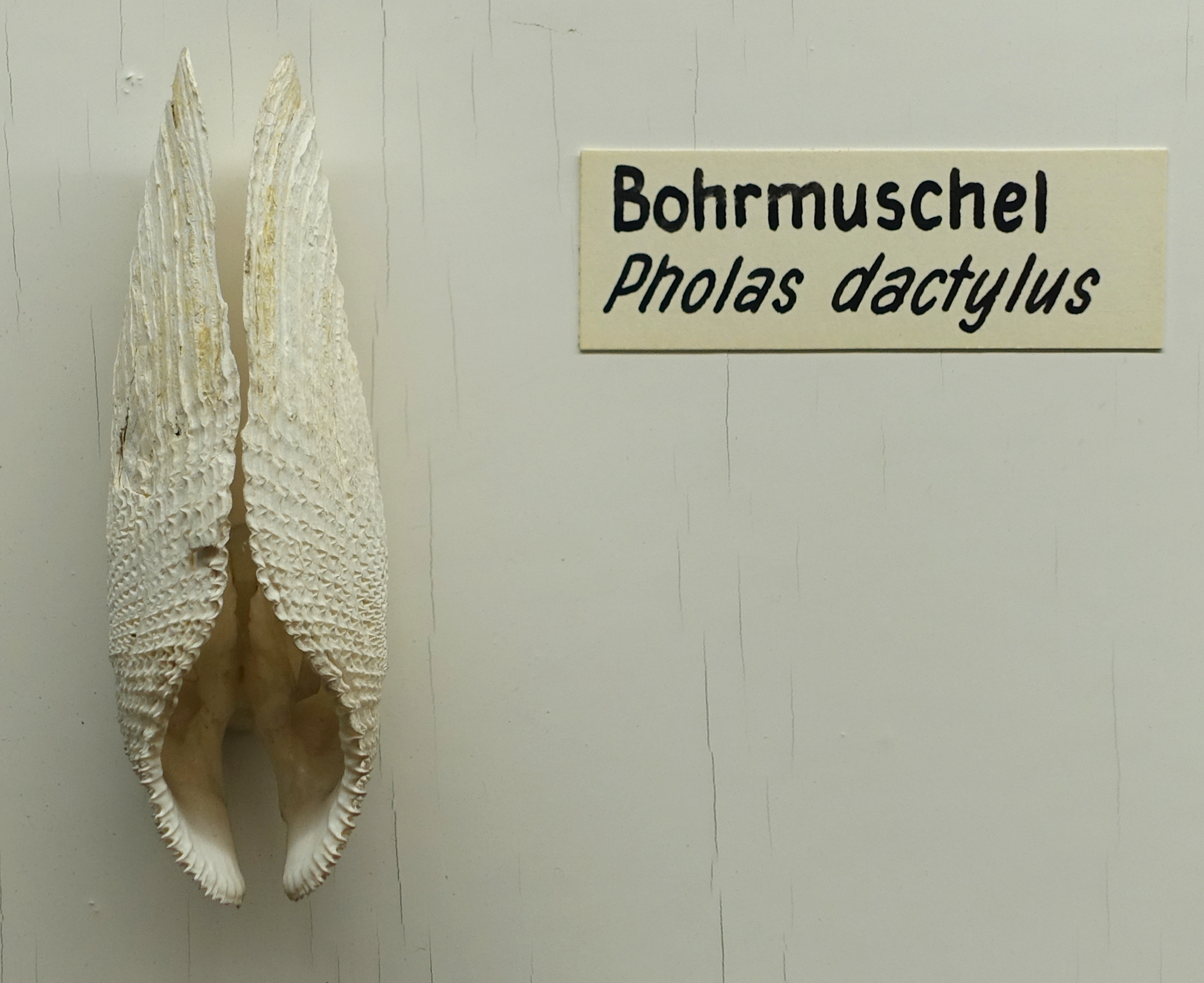
Die Bauchseite der Dattelmuschel mit der großen klaffenden Öffnung für den Fuß

Das aufgeblähte, annähernd gleichklappige Gehäuse ist im Umriss länglich-elliptisch. Es wird bis zu 150 Millimeter lang. Es ist stark ungleichseitig, die Wirbel sitzen deutlich vor der Mittellinie. Das Vorderende verjüngt sich finger- oder schnabelförmig, das Hinterende ist gleichmäßig gerundet. Das Gehäuse klafft permanent an beiden Enden. Der Ventralrand vom Hinterende bis etwa auf Höhe des Wirbels verläuft nahezu gerade. Der obere Rand ist in zwei Lagen nach außen und oben umgeschlagen. Während der Umschlag der unteren Schicht der Klappe direkt aufliegt, steht die zweite Schicht frei ab. Der Zwischenraum ist durch 9 bis 14 senkrechte Septen unterteilt. Zwischen den beiden Klappen bilden sich mit Protoplax, Mesoplax und Metaplax zusätzliche Schalenplatten aus.
Das Ligament sitzt innen auf einem vorspringenden Chondrophor. Der innere Rand ist glatt. Die breite Mantelbucht erstreckt sich bis zur Mittellinie des Gehäuses. Der vordere Schließmuskel setzt auf dem Schalenumschlag an. Die Fußmuskeln sitzen in jeder Klappe auf einem kleinen Fortsatz.
Die weißliche Schale ist spröde und mäßig festschalig. Die Ornamentierung besteht aus konzentrischen Rippen und vorne mit zusätzlich etwa 40 radialen Rippen. Die Kreuzungsstellen von konzentrischen und radialen Rippen sind zu kräftigen Dornen ausgezogen. Der Rand um die Fußöffnung ist daher kräftig gezähnelt. Das Periostrakum ist gelblich bis hellbraun.

Rechte Klappe
Linke Klappe

- Rechte Klappe
- Linke Klappe

## Geographische Verbreitung, Lebensraum und Lebensweise
Das Verbreitungsgebiet der Dattelmuschel ist nach aktuellem Stand disjunkt, wenn man die Synonymisierung von Pholas jordani Van Hoepen, 1941, eine Art die für Südafrika beschrieben wurde, mit Pholas dactylus Linnaeus, 1758 für gültig annimmt. Ihr Hauptverbreitungsgebiet liegt in der nördlichen Hemisphäre. Dort erstreckt es sich von Norwegen, über die Britischen Inseln, die Nordsee, entlang der ostatlantischen Küsten Westeuropas und Westafrikas bis Marokko, das die südliche Grenze des Verbreitungsgebietes in der nördlichen Halbkugel bildet. Ostwärts dringt die große Bohrmuschel ins Mittelmeer ein und erreicht das Schwarze Meer. Sie kommt auch auf den Kanarischen Inseln vor. Südlich von Marokko entlang der atlantischen Küste Westafrikas und Zentralafrika ist die Art nicht vorzufinden; erst in Südafrika erscheint sie wieder.

Bohrlöcher der Dattelmuschel

Die Dattelmuschel bohrt bevorzugt in Festsedimenten (Tonerde, Mergel und Kalkstein) und harten Gesteinen wie Schiefer, aber auch in Torf und Holz. Sie lebt tief in diesen Bohrlöchern, in denen sie sich durch mechanische Aktion hineinbohrt. Die langen Siphonen werden bis an die Öffnung des Bohrloches herangeführt. Bei Störung sondern Mantel und Siphonen einen Schleim ab, der fluoreszierend ist. Sie kommt vom Gezeitenbereich bis in etwa zehn Meter Wassertiefe vor.

## Taxonomie
Das Taxon wurde schon 1758 von Carl von Linné in der heutigen Form Pholas dactylus in die wissenschaftliche Literatur eingeführt. Es ist die Typusart der Gattung Pholas Linnaeus, 1758.

## Belege

### Online
- Marine Bivalve Shells of the British Isles: Pholas dactylus Linnaeus, 1758 (Website des National Museum Wales, Department of Natural Sciences, Cardiff)